# Алєте
Алє́те (Alethe) — рід горобцеподібних птахів родини мухоловкових (Muscicapidae). Представники цього роду мешкають в Західній Африці. Раніше їх відносили до родини дроздових (Turdidae), однак за результатами двох молекулярно-генетичних досліджень, опублікованих в 2010 році, алєте були віднесені до мухоловкових.

## Види
Виділяють два види:
- Алєте рудий (Alethe castanea)
- Алєте сенегальський (Alethe diademata)

Чотири види, яких раніше відносили до роду Алєте (Alethe), були переведені до відновленого роду Червеняк (Chamaetylas).